# Provinz Saragossa
Die Provinz Saragossa (spanisch, aragonesisch Zaragoza) ist eine der 50 Provinzen Spaniens. Sie bildet zusammen mit den Provinzen Huesca und Teruel die Autonome Gemeinschaft Aragonien im Nordosten Spaniens.
Sie hat 983.539 Einwohnern (Stand: 2024) auf einer Fläche von 17.274,61 km². Ihre Hauptstadt ist Saragossa.

## Verwaltungsgliederung

### Comarcas

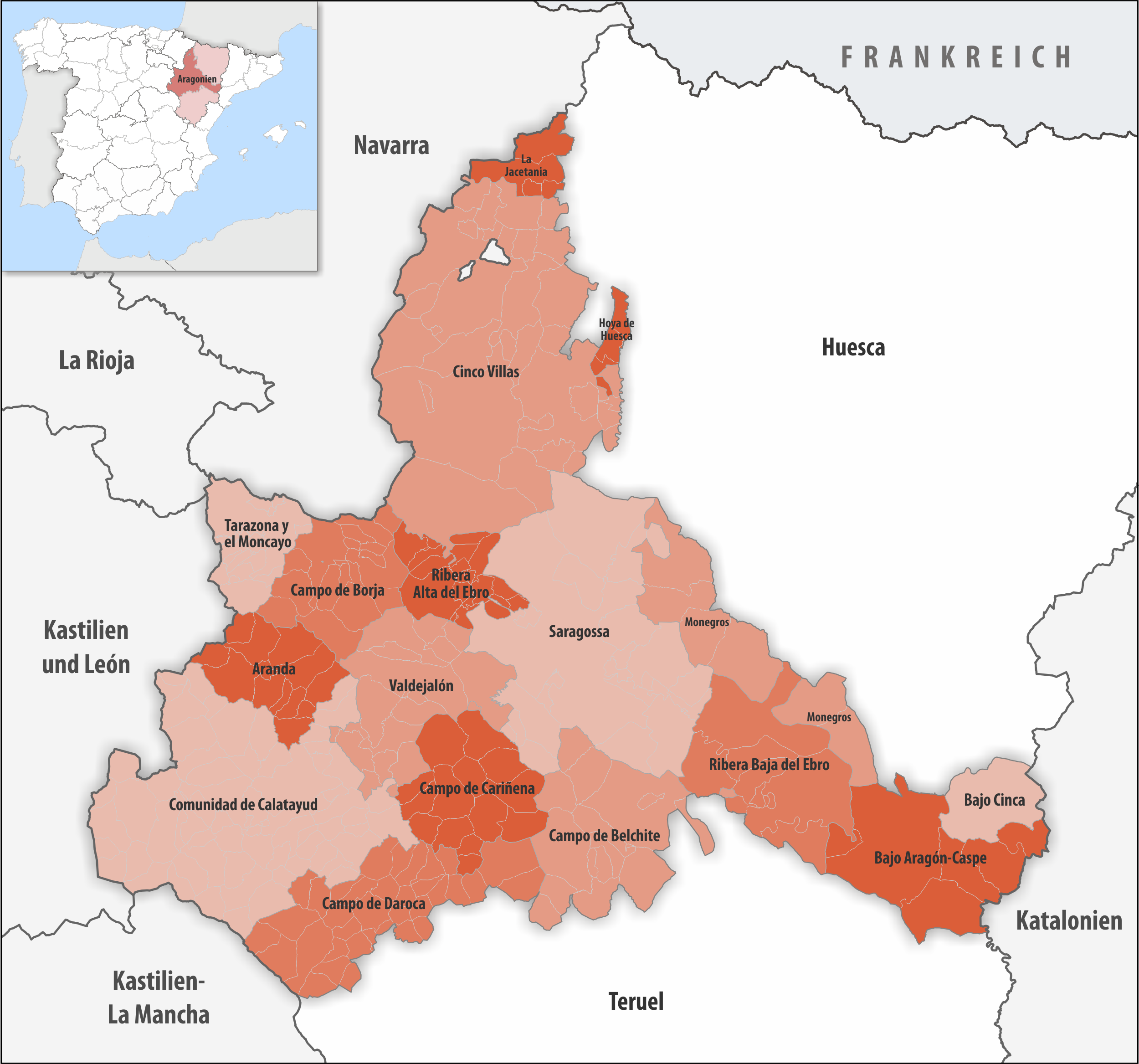
Comarcas in der Provinz Saragossa

| Comarca                | Gemeinden | Einwohner (2024) | Fläche km² | Dichte Einw./km² | Hauptort                  |
| ---------------------- | --------- | ---------------- | ---------- | ---------------- | ------------------------- |
| Aranda                 | 13        | 6.111            | 561,06     | 11               | Illueca                   |
| Bajo Aragón-Caspe      | 6         | 15.510           | 997,28     | 16               | Caspe                     |
| Bajo Cinca             | 1/11      | 2.232            | 307,45     | 7                | Fraga                     |
| Campo de Belchite      | 15        | 4.518            | 1.043,74   | 4                | Belchite                  |
| Campo de Borja         | 18        | 13.809           | 690,58     | 20               | Borja                     |
| Campo de Cariñena      | 14        | 10.082           | 772,03     | 13               | Cariñena                  |
| Campo de Daroca        | 35        | 5.446            | 1.118,14   | 5                | Daroca                    |
| Cinco Villas           | 31        | 30.699           | 3.062,44   | 10               | Ejea de los Caballeros    |
| Comunidad de Calatayud | 67        | 36.066           | 2.512,54   | 14               | Calatayud                 |
| Hoya de Huesca         | 2/40      | 304              | 84,29      | 4                | Huesca                    |
| Jacetania              | 4/20      | 378              | 211,40     | 2                | Jaca                      |
| Monegros               | 6/31      | 3.904            | 827,93     | 5                | Sariñena                  |
| Ribera Alta del Ebro   | 17        | 28.400           | 416,02     | 68               | Alagón                    |
| Ribera Baja del Ebro   | 10        | 8.484            | 989,87     | 9                | Quinto                    |
| Saragossa              | 21        | 773.025          | 2.288,85   | 338              | Saragossa                 |
| Tarazona y el Moncayo  | 16        | 14.194           | 452,21     | 31               | Tarazona                  |
| Valdejalón             | 17        | 30.377           | 938,78     | 32               | La Almunia de Doña Godina |
| Provinz Saragossa      | 293       | 983.539          | 17.274,61  | 57               | Saragossa                 |

## Gerichtsbezirke

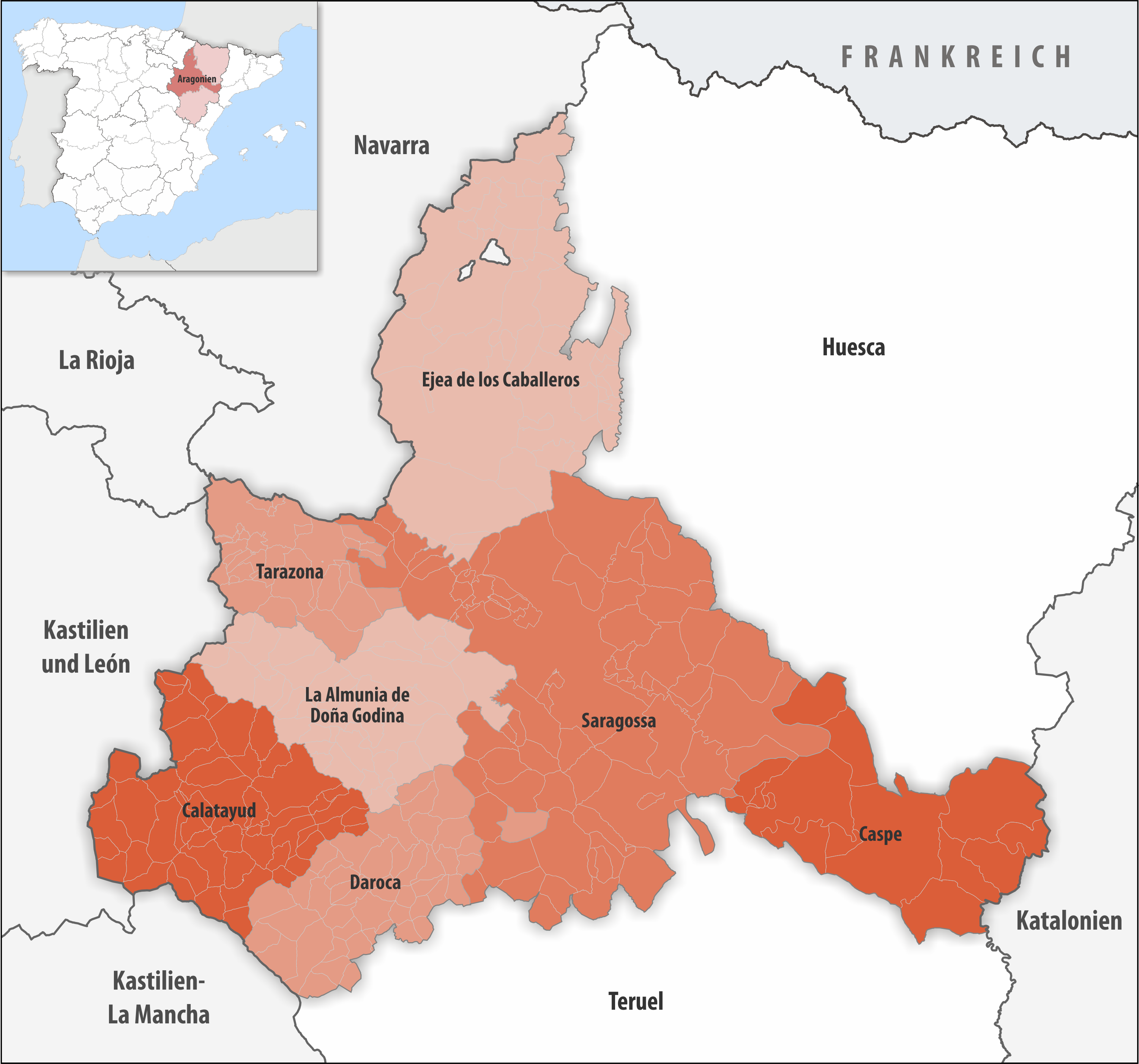
Gerichtsbezirke in der Provinz Saragossa

| Gerichtsbezirk            | Gemeinden | Einwohner (2024) | Fläche km² | Dichte Einw./km² | Hauptquartier             |
| ------------------------- | --------- | ---------------- | ---------- | ---------------- | ------------------------- |
| La Almunia de Doña Godina | 38        | 39.973           | 1.815,49   | 22               | La Almunia de Doña Godina |
| Calatayud                 | 54        | 32.911           | 2.049,58   | 16               | Calatayud                 |
| Caspe                     | 16        | 22.406           | 2.047,38   | 11               | Caspe                     |
| Daroca                    | 46        | 11.435           | 1.520,77   | 8                | Daroca                    |
| Ejea de los Caballeros    | 39        | 32.950           | 3.402,09   | 10               | Ejea de los Caballeros    |
| Saragossa                 | 69        | 820.407          | 5.437,82   | 151              | Saragossa                 |
| Tarazona                  | 31        | 23.457           | 1.001,48   | 23               | Tarazona                  |
| Provinz Saragossa         | 293       | 983.539          | 17.274,61  | 57               | Saragossa                 |

## Größte Orte
Von den 293 Gemeinden der Provinz haben im Jahre 2024 7 jeweils mehr als 10.000 Einwohner.
| Gemeinde               | Einwohner |
| ---------------------- | --------- |
| Saragossa              | 686.986   |
| Calatayud              | 19.850    |
| Utebo                  | 19.022    |
| Ejea de los Caballeros | 17.133    |
| Cuarte de Huerva       | 15.112    |
| Tarazona               | 10.803    |
| Caspe                  | 10.432    |

Kleinste Gemeinde ist Abanto mit 80 Einwohnern.